# درجة حرارة الجلد

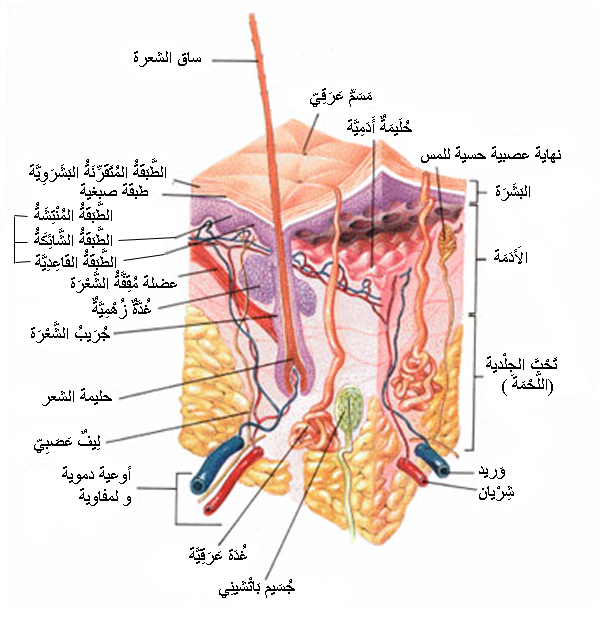
تشريح الجلد البشري

تشير درجة حرارة الجلد إلى درجة حرارة السطح الخارجي للجسم. تتراوح درجة حرارة جلد الإنسان الطبيعي على جذع الجسم بين 33.5 و 36.9 درجة مئوية (92.3 و 98.4 فهرنهايت)، على الرغم من أن درجة حرارة الجلد منخفضة على الأطراف البارزة، مثل الأنف، وأعلى على العضلات والأعضاء الحيوية. يمثل تسجيل درجة حرارة الجلد صعوبات كبيرة وعلى الرغم من عدم وجود عاكس واضح لدرجة حرارة الجسم الداخلية، إلا أن درجة حرارة الجلد لها أهمية في تقييم الوظيفة الصحية للبشرة. تاريخيا، تم التغاضي عن الأهمية الفسيولوجية لدرجة حرارة الجلد حيث أن التقييم السريري فضَل قياس درجات حرارة الفم والإبط و / أو المستقيم. حيث تكون درجات حرارة هذه الأعضاء متوافقة مع درجة حرارة الجسم الداخلية.
غالبًا توفردرجة حرارة الجلد بيانات تشخيصية مهمة عن الحالات المرضية، بدءًا من أمراض الحركة إلى أمراض الأوعية الدموية. هذه المعلومات يمكن أن تثبت أهمية في تحديد العلاجات اللاحقة.

## الخلفية والتفاعلات
الوظائف الرئيسية الثلاث التي يؤديها الجلد هي الحماية والتنظيم والإحساس. تحدث التفاعلات بين الجلد ودرجة الحرارة باستمرار فيما يتعلق بكل من هذه الوظائف وغالبا ما تحمل أهمية طبية وفسيولوجية كبيرة.
يتكون الجلد من ثلاث طبقات رئيسية هي البشرة والأدمة وتحت الجلد، ويحتوي على مجموعة متنوعة من الخلايا والمستقبلات ونقاط اتصال التي تتيح أداء العديد من الوظائف. إن قابلية بشرتنا على التكيف في ظل مجموعة من الظروف وفي درجات حرارة الأنسجة المختلفة، بينما تقدم هذه الوظائف في وقت واحد، تشهد على مرونة العضو.
هناك ثلاثة جوانب مهمة للعلاقة بين الجلد ودرجة الحرارة :
1. يمكن اكتشاف الأحاسيس الحرارية وإيصالها من المناطق الحسية المركزية من الجلد.[6]
2. يعمل الجلد كوسيط ووسيلة لتقديم آليات التنظيم الحراري، بما في ذلك العزل والتعرق والتحكم في تدفق الدم.[7]
3. أنسجة الجلد في حد ذاتها تخضع لوظيفة الحفاظ على درجة حرارة الجلد ضمن مجموعة من درجات الحرارة النسيج، والتي تنتج عن عدة عوامل تشمل فقدان الحرارة من الأنسجة تحت الجلد عن طريق الإشعاع وتوصيل الماء وتبخيره.[2]

يعد قياس درجة الحرارة لسطح الجلد مهمة يمكن تنفيذها بواسطة العديد من التقنيات. وتشمل أنواع رئيسية من موازين الحرارة لسطح الجلد موازين حرارة بالأشعة تحت الحمراء (ثيرموستات). أداء هذه الأدوات كلاهما صالح وموثوق للغاية، وفي المضمون فهم متساوون لأغراض قراءات التشخيص الكهربائي السريري. ومع ذلك، تم العثور على ثيرموستات لتوفير قدر أكبر من الاستجابة والحساسية في القراءات، في حين توفر موازين الحرارة بالأشعة تحت الحمراء راحة أكبر من حيث السرعة والقدرة على المناورة. في الممارسة العملية، تعتمد درجة الحرارة التي يقيسها ميزان الحرارة على ظروف إعداد محددة، وبالتالي فهي تتطلب مراعاة المتغيرات الرئيسية.

## العوامل المؤثرة في درجة حرارة الجلد
الجلد هو أكبر أجهزة الجسم البشري، يشكل حوالي 15-16% من وزن الجسم الكلي للكبار. قد يُظهر سطح الجهاز تباينًا كبيرًا في درجات الحرارة الإقليمية، وغالبًا ما ينجو من الأطراف الحرارية التي قد تثبت الضرر للأعضاء الداخلية.
درجة حرارة سطح الجلد لدى البشر تتفاوت جنبا إلى جنب مع درجة حرارة الغرفة، ودرجة الحرارة الداخلية والظروف تؤثر على كل من الجلد والهياكل الأساسية. وبالتالي، لا يتم الحفاظ على درجة حرارة موحدة عادةً بواسطة الجلد ككل، كما يتضح من التناقضات بين المناطق المختلفة من الجسم على الرغم من القياسات التي يتم إجراؤها في ظل ظروف خارجية مختلفة. درجات الحرارة المنخفضة يتم ملاحظتها بشكل مميز بالقرب من الأوردة السطحية، نسبة إلى الشرايين السطحية، وعلى أجزاء الجسم البارزة بما في ذلك أصابع القدم والأصابع والأذنين والأنف. في هذه الأثناء، لوحظ أن درجة حرارة سطح الجلد أعلى من الأعضاء النشطة بدلاً من تلك الموجودة اثناء الراحة، وكذلك على العضلات بدلاً من الأوتار أو العظام.
تشمل التأثيرات الملحوظة الأخرى على درجة حرارة سطح الجلد في حالات الإجهاد الحراري (حيث يتم توجيه أجزاء كبيرة من النتاج القلبي إلى الجلد)، وانخفاض سماكة طية الجلد (تساهم في تباين أكبر بدرجة كبيرة في درجة حرارة السطح أثناء التمرين) والتحكم الحراري المحلي في الجلد الأوعية الدموية (قد يؤدي التسخين الموضعي إلى زيادة توسع الأوعية بينما يقلل التبريد الموضعي من تدفق الدم إلى الجلد).

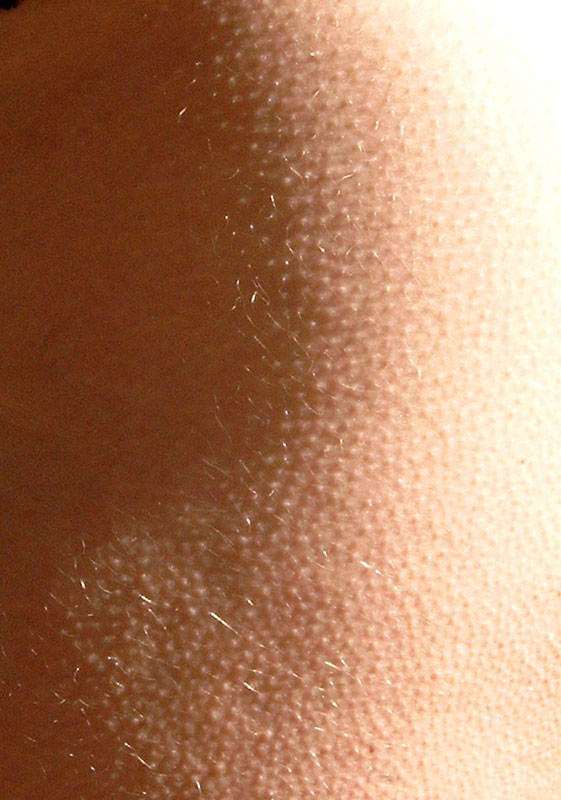
جزء من الجلد البشري يعرض صرخة الرعب.